# PROX
PROX è un termine specialistico della tecnica delle pile a combustibile. L'acronimo sta per l'inglese PReferential OXidation, cioè un'ossidazione preferenziale di una sostanza per lo più gassosa su un catalizzatore.

## Esempio del monossido di carbonio
L'ossidazione catalica, preferenziale da monossido di carbonio (CO) ad anidride carbonica (CO2) avviene in presenza di un catalizzatore eterogeneo su un supporto ceramico. Come catalizzatori trovano impiego metalli nobili come platino, platino/ferro, platino/rutenio, nanoparticelle di oro e catalizzatori di nuovo tipo all'ossido misto di rame/cerio. Questa reazione è oggetto dell'attuale ricerca sulle pile a combustibile. Durante la produzione di idrogeno si sviluppa monossido di carbonio. L'idrogeno contaminato con CO riduce l'efficienza energetica durante la reazione nella pila a combustibile H2/O2, perché il CO è adsorbito nell'anodo di platino. La PROX è impiegata per abbassare il CO dopo la reazione di spostamento del gas d'acqua da una concentrazione intorno allo 0,5–1,5 % del gas combustibile a valori il più possibile acritici (PEMFC < 10 ppm).
{\displaystyle \mathrm {2\ CO+O_{2}\longrightarrow 2\ CO_{2}} }
Una selettività del 100% tuttavia nelle reazioni chimiche non è mai possibile. La selettività S descrive la
misura nelle reazioni collaterali. La corrispondente reazione competitiva è l'ossidazione da idrogeno 
{\displaystyle \mathrm {2\ H_{2}+O_{2}\longrightarrow 2\ H_{2}O} }
Inconveniente di questa tecnologia è la fortissima reazione esotermica, una finestra di temperatura molto stretta per le condizioni di funzionamento (circa 50 Kelvin) e una perdita di idrogeno di circa un punto percentuale. È richiesto un raffreddamento effettivo. Per minimizzare la perdita di idrogeno e una continua diluizione con l'azoto dell'aria, la reazione di regola è eseguita in due stadi con un raffreddamento intermedio. Nel primo reattore è aggiunta un'eccedenza di ossigeno per un fattore 2 e convertito circa il 90% del CO. Nel secondo stadio è aggiunta un'eccedenza di aria notevolmente più elevata per un fattore 4 per abbassare la quota di CO rimasto ad una concentrazione < 10 ppm. Anche per evitare picchi di CO nel cambiamento del carico, può essere necessario nel funzionamento stazionario un altro adsorbimento di CO a valle. La spesa per gli apparecchi e per le tecniche di controllo è relativamente grande. Il vantaggio rispetto alla metanizzazione selettiva è una più elevata velocità spaziale e perciò reattori più piccoli. Nel caso di un forte aumento di temperatura si può semplicemente interrompere l'apporto di aria.
L'origine tecnica della PrOx di CO risiede nella sintesi dell'ammoniaca. Vi è anche l'assoluta necessità di un gas di sintesi continuo privo di CO, perché il CO è un potente veleno catalico per il normale catalizzatore a base di ferro.